# Istituto per la protezione del patrimonio culturale e Museo nazionale

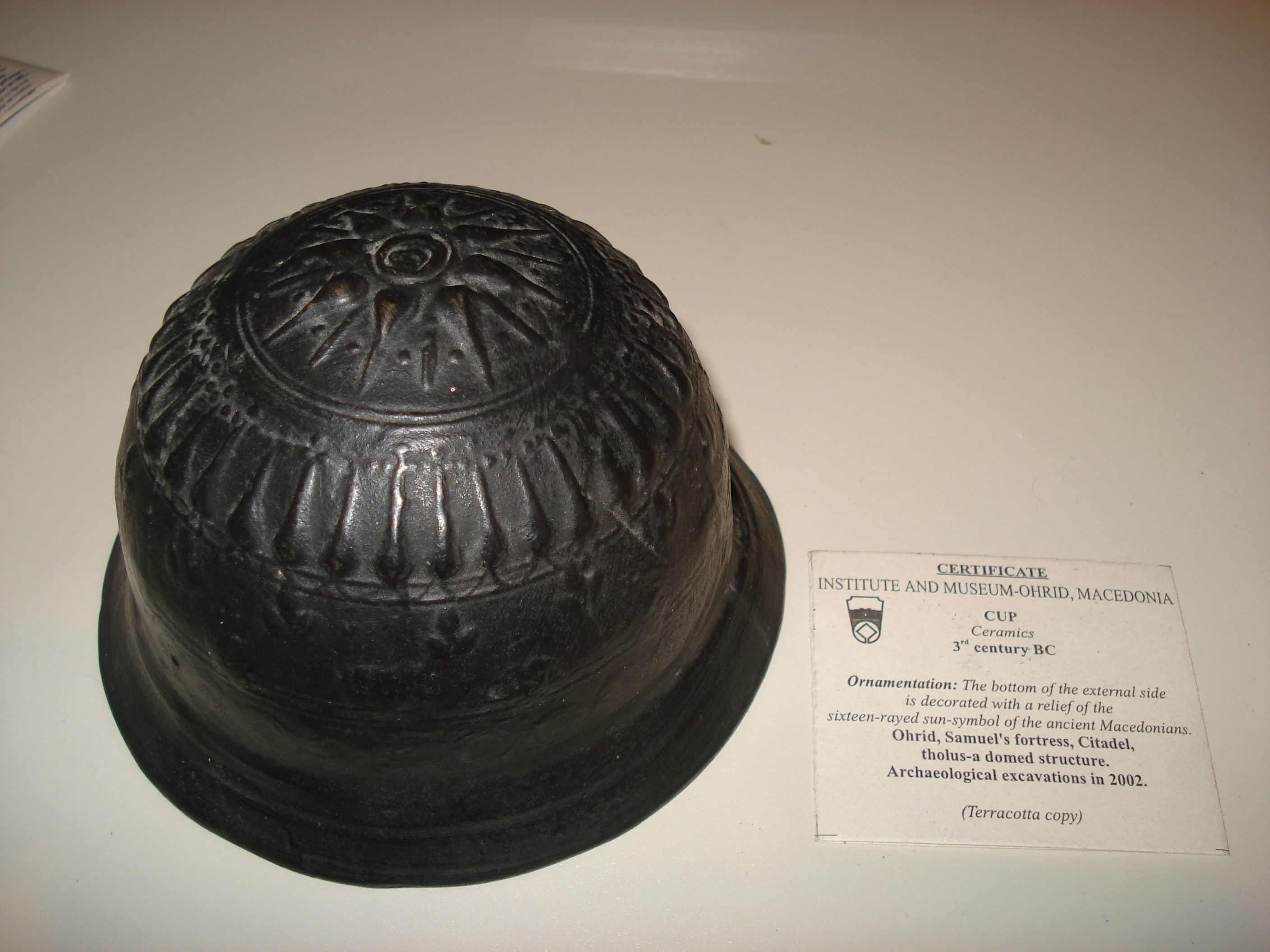
Coppa in ceramica con il simbolo dei Macedoni: il sole con 16 raggi. Risale al III secolo a.C. ed è stata rinvenuta dall'Istituto a Ocrida nel 2002.

L'Istituto per la protezione del patrimonio culturale e Museo nazionale (in macedone Завод за заштита на спомениците на културата и Народен музеј?, Zavod za zaštita na spomenicite na kulturata i Naroden muzej) è un'istituzione scientifica, di ricerca e culturale di Ocrida, nella Macedonia del Nord.
All'istituto fanno capo diversi dipartimenti: archeologia, storia, etnologia, architettura, storia dell'arte e arte contemporanea. Possiede anche una sua biblioteca e un laboratorio fotografico. La parte essenziale della sua attività è la custodia di reperti e opere d'arte, fra cui 800 icone del periodo fra il XII e il XIX secolo. Le icone più rappresentative sono esposte nella Galleria delle icone di Ocrida. L'istituto si occupa anche della ricostruzione e del restauro della fortezza dello zar Samuele, dell'antico teatro e del Monastero di San Pantaleone di Plaošnik. Precedentemente ha curato la  ricostruzione di Casa Robev, che oggi ospita una mostra archeologica permanente, una mostra permanente di manufatti originali di Casa Robev, opere d'intaglio della scuola locale e reperti archeologici provenienti da Ocrida e da siti vicini.
Una statua di Iside in alabastro del III secolo a.C. in mostra nella Casa Robev, è raffigurata sulla banconota da 10 denari, emessa nel 1996.